# يهود إسرائيل
يهود إسرائيل هو مصطلح يشير إلى اليهود الحاصلين على الجنسية الإسرائيلية، وكذلك أحفاد المهاجرين اليهود الإسرائيليين خارج إسرائيل. يتواجد معظمهم في إسرائيل والعالم الغربي. ويتكلم معظمهم باللغة العبرية وفي إسرائيل حاليا ما يقرب من نصف يهود العالم. ويتكون السكان اليهود في إسرائيل من جميع طوائف الشتات اليهودية، بما في ذلك الاشكناز، واليهود الشرقيين، وبيتا إسرائيل، وبيني إسرائيل، واليهود القرائية، والعديد من المجموعات الأخرى.